# Johann Fauveau
Pour les articles homonymes, voir Fauveau.
 (septembre 2020).
Johann Fauveau, né le 15 mars 1982 à Asnières, est un kickboxing français et boxeur de Muay-thaï. Il est trois fois champion de France de Muay-thaï. En mai 2012, il devient Champion du Monde ISKA de Kickboxing K1.

## Biographie

### Jeunesse
Son surnom « Young Perez » est une référence à Young Perez, un Champion du Monde de boxe franco-tunisien et juif, tué dans les camps nazis. Le grand-père de Fauveau, qui était un ami de Young Perez, et un fan de boxe, l'emmena pratiquer des arts martiaux dès son plus jeune âge, il commença par le karaté pour bifurquer sur la boxe et le Muay-thaï.

### Débuts de carrière
Il est trois fois Champion de France de Muay-thaï. Il compte 25 combats pour 22 victoires (incluant 15 victoires par KO). Il a aussi combattu en boxe anglaise avec 4 combats pour 3 victoires (dont 2 par KO) et 1 match nul.
En mai 2012, il affronte le kickboxer anglais Jordan Watson pour le titre de Champion du Monde ISKA de Kickboxing K1 Welterweight (- 70 kg), il gagne et devient Champion du Monde.
En 2013, il affronte Ludovic Millet pour le titre de Champion du Monde ISKA Super Welterweight (-72,3 kg/159,4 lb), il perd aux points,.
Après son titre, son parcours sportif est difficile et il décide d'arrêter pendant un temps.
Il revient après plus de deux ans d'absence avec un style de combat retravaillé, inspiré de différentes pratiques pied-poings, performant son déplacement, rendant son style moins télégraphique, ce qui lui permet de gagner face à Michael Françoise dans un combat très ardu, lors du Triumph Fighting Tour.

## Titres et récompenses
- 2012 : ISKA World K-1 Rules Super Welterweight Champion (70 kg)
- 2006 : French Muaythai Class A Champion (69,8 kg)
- 2005 : French Muaythai Class A Champion
- 2004 : French Muaythai Class A Champion